# Blenniella gibbifrons
Blenniella gibbifrons är en fiskart som först beskrevs av Jean René Constant Quoy och Joseph Paul Gaimard 1824.  Blenniella gibbifrons ingår i släktet Blenniella och familjen Blenniidae. Inga underarter finns listade.

## Bildgalleri

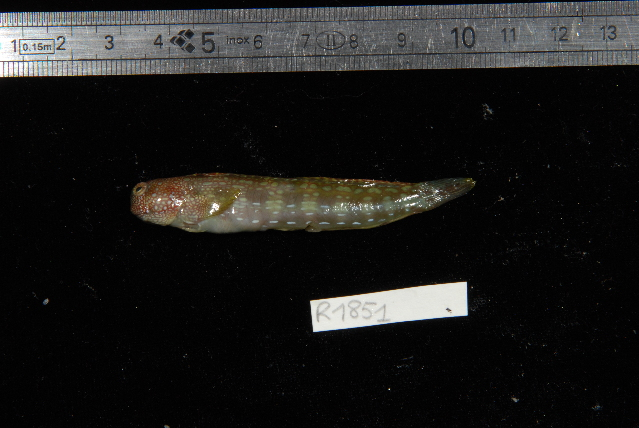